# Berger à la flûte
Le Berger à la flûte (en italien : « Garzone con flauto ») est un tableau, peint vers 1508 par Giorgione ou Titien.
De format vertical, 61,2 × 46,5 cm, cette huile sur toile fait partie de la Royal Collection. 

## Historique
Acheté au XVIIe siècle, à une date non précisée, par Charles Ier d'Angleterre comme une œuvre de Giorgione, le tableau est vendu en 1650 à De Critz and Co. En 1660, à la Restauration, Charles II le récupère. Exposé dans les résidences royales de Whitehall, puis de Kensington, transféré à Hampton Court en 1833 et en 2018 au château de Windsor.

## Thème
La mélancolie du musicien solitaire, lors de son passage entre le temps harmonique et le temps réel, est interprété par Augusto Gentili comme le thème de cette représentation. 
La radiographie du tableau effectuée en 1952 à l'Institut Courtauld a révélé l’existence d’une composition sous-jacente différente. Elle suppose que Giorgione avait d'abord peint un véritable portrait, son modèle étant vêtu de vêtements contemporains.

## Description
Cadré en buste et de face, le jeune garçon émerge du fond sombre. Il porte, sur une chemise blanche, un drapé de couleur bleue, couvrant l'épaule droite et partiellement le torse. Ses cheveux mi-longs bouclés, divisés par une raie médiane, encadrent l'ovale de son visage, légèrement incliné vers la droite. Son regard baissé évite celui du spectateur et il tient dans sa main droite une flûte.

## Analyse
Les propositions de Bernard Berenson et de Duncan Phillips de reconnaître dans ce tableau celui vu par Marcantonio Michiel en 1530 dans la demeure vénitienne de Giovanni Ram, un médecin d'origine espagnole et décrit dans sa Notizia d'opere di disegno, conservée à la Biblioteca Marciana, comme « La peinture de la tête du berger qui tient un fruit, de la main de Zorzi da Castelfranco » n'ont pas reçu l'assentiment de leurs homologues.
Souvent rapproché du Garçon à la flèche conservé au Kunsthistorisches Museum de Vienne avec qui il partage d'évidentes réminiscences léonardesques, comme l'évocation du sfumato et l'émergence du personnage de la pénombre, le traitement du Berger à la flûte est cependant différent. Si le visage du garçon de Vienne resplendit, celui de Hampton Court est voilé par des glacis ombrés, avec l'utilisation de couches de couleur plus fluides sur les surfaces.

### Attribution et datation
En 1871, Joseph Archer Crowe et Giovanni Battista Cavalcaselle sont les premiers à douter de l'attribution traditionnelle de ce tableau, qu’il considère comme une copie. Giovanni Morelli les contredit en 1880 et confirme l'attribution à Giorgione, suivi par Bernard Berenson. D'ailleurs, ce dernier juge le tableau « qui peut-être mieux qu'aucun autre exprime la Renaissance au point le plus fascinant de son développement » et le reproduit en tête de son livre The Venetian Painters of the Renaissance. À partir d'eux, la majeure partie de la critique moderne inclus l'œuvre dans le corpus pictural giorgionesque. 
Toutefois, Herbert Cook, Adolfo et Lionello Venturi reconnaissent la main de Francesco Torbido, Creighton Gilbert, celle de Morto da Feltre, alors que Shearman et Jaynie Anderson considèrent la toile comme une œuvre juvénile de Titien.
Quant à la thèse de la copie, développée par Joseph Archer Crowe et Giovanni Battista Cavalcaselle, elle est reprise par Federico Hermanin et Giuseppe Fiocco.
Les historiens sont unanimes à considérer le tableau comme une création de la dernière période du peintre, notamment Mauro Lucco et Alessandro Ballarin qui propose la date de 1508 quand « Giorgione s'est désormais détourné du réalisme violent des demi-figures de l'année précédente et s'oriente alors vers un classicisme archaïque qui connaîtra un grand succès à Venise à partir de l'année suivante à travers la peinture de Titien ».

## Source bibliographique
- Terisio Pignatti et Filippo Pedrocco (trad. Claude Bonnafont), Giorgione, Paris, Éditions Liana Levi, 1999, 224 p. (ISBN 978-2-86746-220-7), p. 79-80, 180.

- Ressource relative aux beaux-arts :   - Fondation Federico Zeri